# Burnham Westgate
Burnham Westgate var en civil parish fram till 1929 när den uppgick i civil parish Burnham Market, i grevskapet Norfolk i England. Civil parish var belägen 8 km från Docking och hade 849 invånare år 1921.

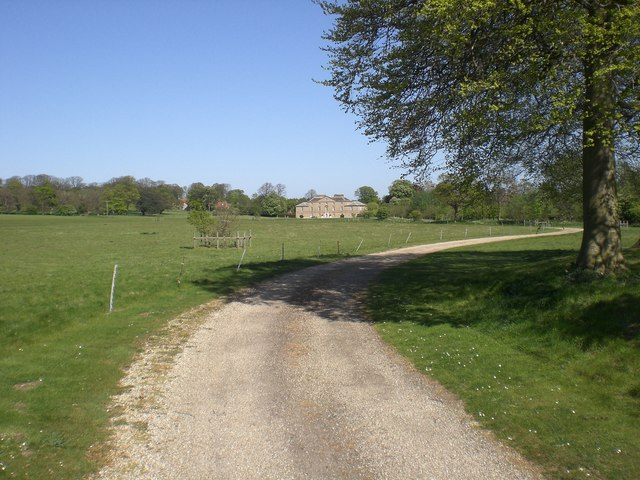
Burnham Westgate Hall